# Senhor do Tempo (canção)
Senhor do Tempo é o terceiro single do álbum Imunidade Musical da banda de rock brasileira Charlie Brown Jr.
A música, numa versão ao vivo, também se faz presente no álbum Ritmo, Ritual e Responsa, como faixa bônus.

## Desempenho nas Paradas Musicais
| Ano  | Single            | Charts      | Charts         | Charts       | Charts    | Charts        | Charts | Charts | Álbum             |
| Ano  | Single            | BRA Hot 100 | BRA Hit Parade | BRA Year End | Bill. BRA | Bill. Pop BRA | HSPN   | POR    | Álbum             |
| ---- | ----------------- | ----------- | -------------- | ------------ | --------- | ------------- | ------ | ------ | ----------------- |
| 2006 | "Senhor do Tempo" | 3           | 1              | 37           | —         | —             | 38     | —      | Imunidade Musical |

### iTunes Brasil
Alavancada pela morte de Chorão, ocorrida em 06/03/2013, Senhor do Tempo ficou na 7ª posição entre as músicas mais vendidas da semana (de 3/03 a 9/03) do iTunes Brasil.

## Prêmios e Indicações
| Ano  | Prêmio                                     | Indicação       | Resultado | Ref.        |
| ---- | ------------------------------------------ | --------------- | --------- | ----------- |
| 2007 | Prêmio Multishow de Música Brasileira 2007 | "Canção do Ano" | Venceu    | [ 4 ] [ 5 ] |